# Жагарский район
Жагарский район (лит. Žagarės rajonas) — административно-территориальная единица в составе Литовской ССР, существовавшая в 1950—1959 годах. Центр — город Жагаре.
Жагарский район был образован в составе Шяуляйской области Литовской ССР 20 июня 1950 года. В его состав вошли город Жагаре и 15 сельсоветов Ионишкиского уезда, 8 сельсоветов Куршенского уезда, 2 сельсовета Мажейкского уезда и 4 сельсовета Шяуляйского уезда.
28 мая 1953 года в связи с ликвидацией Шяуляйской области Жагарский район перешёл в прямое подчинение Литовской ССР.
7 декабря 1959 года Жагарский район был упразднён, а его территория разделена между Ионишкским (город Жагаре и 7 сельсоветов), Акмянским (4 сельсовета) и Шяуляйским (2 сельсовета) районами.